# Apperknowle
Apperknowle – wieś w Anglii, w hrabstwie Derbyshire, w dystrykcie North East Derbyshire. Leży 43 km na północ od miasta Derby i 218 km na północny zachód od Londynu.